# Union générale des travailleurs (Espagne)
Pour les articles homonymes, voir Union générale des travailleurs et UGT.
L'Union générale des travailleurs ou UGT (Unión General de Trabajadores) est une confédération syndicale espagnole majeure, proche du Parti socialiste ouvrier espagnol (PSOE).

## Histoire
L'UGT fut fondée le 12 août 1888 par Pablo Iglesias Posse en relation avec le socialisme marxiste malgré ses statuts apolitiques. Jusqu'au 14e congrès de 1920 elle ne reconnaît pas la lutte des classes comme un principe de base de l'action collective. Bien que l'UGT n'a jamais établi d'unité formelle avec le PSOE, cette union n'a jamais été rompue depuis la fondation de l'UGT, jusqu'au point où être membre de l'UGT suppose une affiliation au PSOE et vice-versa.
Dans la période de la première guerre mondiale l'UGT suivit une ligne tactique de relation étroite avec la CNT et les communistes espagnols. L'avènement de la dictature de Miguel Primo de Rivera qui instaura un monopole légal sur l'organisation syndicale vient stopper cette relation. Alors que la CNT optait pour la confrontation radicale avec le régime, et fut interdite, l'UGT, malgré ses désaccords avec la dictature, adopta une attitude collaborative pour continuer à agir légalement. La radicalisation de la gauche durant la période de la Seconde République espagnole menée par Francisco Largo Caballero, où l'UGT dépassa un million de membres, et la venue sanglante de la guerre civile espagnole renforça les fractures internes. Le départ de Largo Caballero de son poste de secrétaire général de l'UGT en 1937 en fut un signe. L'UGT tenta de faire échec au coup d’État militaire de juillet 1936 par un appel à la grève générale. Dans de nombreuses villes, ses militants s'emparèrent des casernes et désarmèrent les soldats.
Francisco Franco confina l'UGT à l'exil et à la clandestinité après sa victoire dans la guerre civile espagnole jusqu'à sa mort en 1975. Après avoir participé aux grèves de 1962-63, l'Union réémergea lors de la transition démocratique, comme le fit le syndicat communiste Comisiones Obreras (CCOO). L'UGT et les CCOO constituent désormais les deux principales représentations des travailleurs en Espagne contemporaine, avec la Confederación General del Trabajo (CGT) en troisième.

## Membres célèbres
- Ana París García (1898-1936), condamnée à mort par le garrot par les nationalistes durant la guerre d'Espagne[2];
- Catalina Mayoral Arroyo (1901-1993), sage-femme et infirmière républicaine espagnole.